# 鏡湖殯儀館
鏡湖殯儀館（葡萄牙語：Casa Funerária Kiang Wu）為澳門兩間殯儀館之一，位於罅些喇提督大馬路（簡稱「提督馬路」）186至194號，在1966年啟用。由鏡湖醫院慈善會創辦，恩澤殯葬公司管理及營運，每日平均舉辦4宗喪禮。現正進行第2次重建，預計2019年全部完工，工程期間維持正常服務。

## 歷史
鏡湖醫院建院初期在東南面設義莊停放靈柩，1933年義莊遷往提督馬路（即鏡湖殯儀館現址）。1906年於醫院東面建成送殯場所「長亭」，1924年長亭因日久失修重建，1952年再遷至醫院西面。為免病人受送殯聲響騷擾，1964年在義莊的部份位置興建殯儀館與殮房並於1966年啟用，命名為鏡湖殯儀館，佔地3,000平方米，以取代長亭。1974年殯儀館展開首次重建及擴建並於1982年局部投入服務，至1985年全部重建與擴建完成，面積增至4,932平方米。鑑於首次重建後的建築已開始殘舊、場地不敷應用、排煙不環保及無停車場，2007年慈善會決定再度重建鏡湖殯儀館。由於向政府申請、詳細設計及修改圖則等需時，故直至2015年7月1日才正式動工重建。因應鏡湖殯儀館是澳門唯一的中式殯儀場所，服務不能中斷，因此分兩期重建。首期工程將靠近思親園大樓的7個靈堂清拆，靠近澳門市政狗房的3層高倉庫則改裝為臨時靈堂，使工程期間仍可維持8個靈堂運作。首期興建5層共8個靈堂，於2018年2月3日落成使用。緊接是二期工程，拆卸靠近狗房的大樓以建造1個特大靈堂，預計2019年完工，並預留空間供日後增建至15個靈堂甚至更多。二次重建後的鏡湖殯儀館外觀使用白色金屬百葉、半玻璃欄河、玻璃遮雨蓬等現代化元素。新館內設計採用現代簡約風格，連地下層共5層，佔地達9,267.65平方米，每層均有植物綠化。館內設有大小靈堂9個，停車場設25個私家車位、1個小巴車位及33個電單車位。靈寢室採用獨立環保抽煙，並設2個大型環保化寶爐，排放的煙塵過濾成水蒸氣以減低污染。新館由鏡湖醫院慈善會斥資約2億澳門元建造，雖然重建金額大，慈善會仍會減免貧困戶之殮葬費。

## 外判管理及營運
鏡湖殯儀館自1991年9月開始外判管理及日常營運工作，由於2000年代一直收到關於外判商收費不合理、運作不文明的投訴，慈善會要求對方改善無效後，2012年9月決定不再續約，並判予恩澤殯儀公司作為新經營管理者。慈善會表明恩澤接管後須盡快改善服務環境，提供更佳服務，並需與業界溝通，明確訂定收費項目。惟2013年1月，有市民反映恩澤收費不清晰，又質疑部分項目收費不合理。負責人回應並無濫收費用亦無壟斷市場，且每項服務收費包括棺木價錢均清楚列明，為進一步加強透明度，館方2至3個月後登報公開所有收費項目。包括鏡湖殯儀館及恩澤在內，澳門共有6間殯儀公司，其餘4間可租借禮堂經營喪禮，如某公司被投訴3次，經調查證實出問題或濫收費用，管理者有權禁止相關公司租用靈堂，並由慈善會決定禁用期限。立法會議員高天賜批評慈善會在毫無透明度和不公開招標的情況下，將經營及管理權直接批給予恩澤，若其他公司欲租用禮堂就必需先得到恩澤的批准，惟曾多次拒絕借出，即使最終允許租借，仍需另收30%的靈堂及設備租金費，存在打壓其他公司生存空間的意圖，更指恩澤將部份公司列入黑名單，禁止其員工進入禮堂拜祭親人。由於澳門仍未有火葬場，若選擇將先人遺體火葬就必需得到進入廣東省安葬證才可過境到鄰近的珠海火化，而證件審批權正正掌握在恩澤手上，因此希望開放市場以容許業界良性公平競爭。當殯儀館於2019年全部重建完成後，慈善會再研究決定日後的管理模式。

## 資料來源
1. ↑  . 志江工程公司. 2017年  [2018-01-22]. （原始内容存档于2018-08-14）.（繁體中文）
2. 1 2 3 4 5 6 7 8 9 10 11  . 鏡湖醫院. 2012年9月21日  [2018年1月22日]. （原始内容存档于2018年1月26日）.（繁體中文）
3. 1 2  . 正報. 2012年11月2日  [2018年1月22日]. （原始内容存档于2018年1月26日）.（繁體中文）
4. 1 2 3 4 5 6 7 8 9 10 11  . 鏡湖醫院. 2015年10月13日  [2018年1月22日]. （原始内容存档于2018年1月26日）.（繁體中文）
5. ↑  . 巴士的報. 2015年12月2日  [2018年1月22日]. （原始内容存档于2018年1月26日）.（繁體中文）
6. 1 2  . 澳門日報. 2016年6月6日  [2018年1月22日]. （原始内容存档于2018年1月25日）.（繁體中文）
7. ↑  . 巴士的報. 2018年1月21日  [2018年5月15日]. （原始内容存档于2018年7月3日）.（繁體中文）
8. 1 2 3  . 澳門日報. 2013年1月6日  [2018年1月22日]. （原始内容存档于2018年1月25日）.（繁體中文）
9. 1 2 3  . 高天賜. 2013年6月3日  [2018年1月22日]. （原始内容存档于2019年7月1日）.（繁體中文）

## 參閲
- 天主教殯儀館（澳門另一所殯儀館，為西式殯儀場地）
- 思親園（骨灰及骨殖安放大樓，由鏡湖醫院慈善會興建及重建）
- 鏡湖醫院
- 香港殯儀
- 臺灣喪葬
- 中國殯葬史